# نظرآباد (بخش مرکزی دلفان)
نظرآباد یک روستا در ایران است که در دهستان میربگ شمالی شهرستان دلفان واقع شده‌است. نظرآباد ۲۱۸ نفر جمعیت دارد.